# Extreme Rules (2009)
Extreme Rules (2009) (anteriormente conhecido como WWE One Night Stand) foi um pay-per-view de wrestling produzido pela WWE. Foi realizado em 7 de junho de 2009 no New Orleans Arena em New Orleans. Contou com a presença de lutadores dos três programas: RAW, SmackDown e ECW.
O evento teve 213,000 compras, mais do que o One Night Stand 2008 com 194,000 compras.

## Antes do evento
No Raw de 18 de maio, Ric Flair anunciou a Randy Orton que, por decisão da General Manager Vickie Guerrero, ele teria que defender seu título contra Batista em uma Steel Cage match. No mesmo dia The Big Show, que foi derrotado por John Cena no Judgment Day, anunciou que Vickie os colocou em uma Submission match no Extreme Rules. Duas semanas depois, Cena foi obrigado a lutar ao lado de Chavo Guerrero contra Big Show e The Miz. Durante a luta, Big Show nocauteou Miz, fazendo com que Chavo fizesse o pin em Miz, ganhando a luta. Após a luta, Show atacou Cena com movimentos de submission.
No RAW de 1 de junho, foi decidido por Orton que Cody Rhodes enfrentaria Batista em uma Steel Cage match naquela noite, na qual Rhodes foi derrotado. Na mesma noite, Flair desafiou Orton para uma Parking Lot Brawl. Durante a luta, Cody Rhodes e Ted DiBiase atacaram Flair, o trancando com Orton na Steel Cage que estava no ringue, impedindo que Batista interferisse.
No SmackDown de 22 de maio, Theodore Long, o General Manager, anunciou que devido a interferência de Matt Hardy na luta pelo World Heavyweight Championship no Judgment Day, o desafiante, Jeff Hardy teria uma revanche contra o campeão, Edge. Long anunciou que a estipulação da luta seria escolhida pelo vencedor da luta entre os dois na mesma noite. Hardy venceu, e escolheu uma Ladder match.
A rivalidade entre o Intercontinental Champion Rey Mysterio e Chris Jericho cresceu diante de invasões e cadeiradas. Durante uma entrevista com Jim Ross e Todd Grisham, Mysterio afirmou que quer estar entre os melhores campeões. Jericho, que tem oito Intercontinental Championships na carreira parece desejar quebrar seu recorde. Os dois estarão no Extreme Rules numa No Holds Barred match.
Depois de derrotar CM Punk no Judgment Day, Umaga continuou a atacar Punk. Na edição de SmackDown de 22 de maio, durante a luta de Punk com Chris Jericho, Umaga interferiu e atacou Punk com uma corda de couro, o amarrando e espancando. Depois, o desafiou para uma Samoan Strap match, no Extreme Rules.

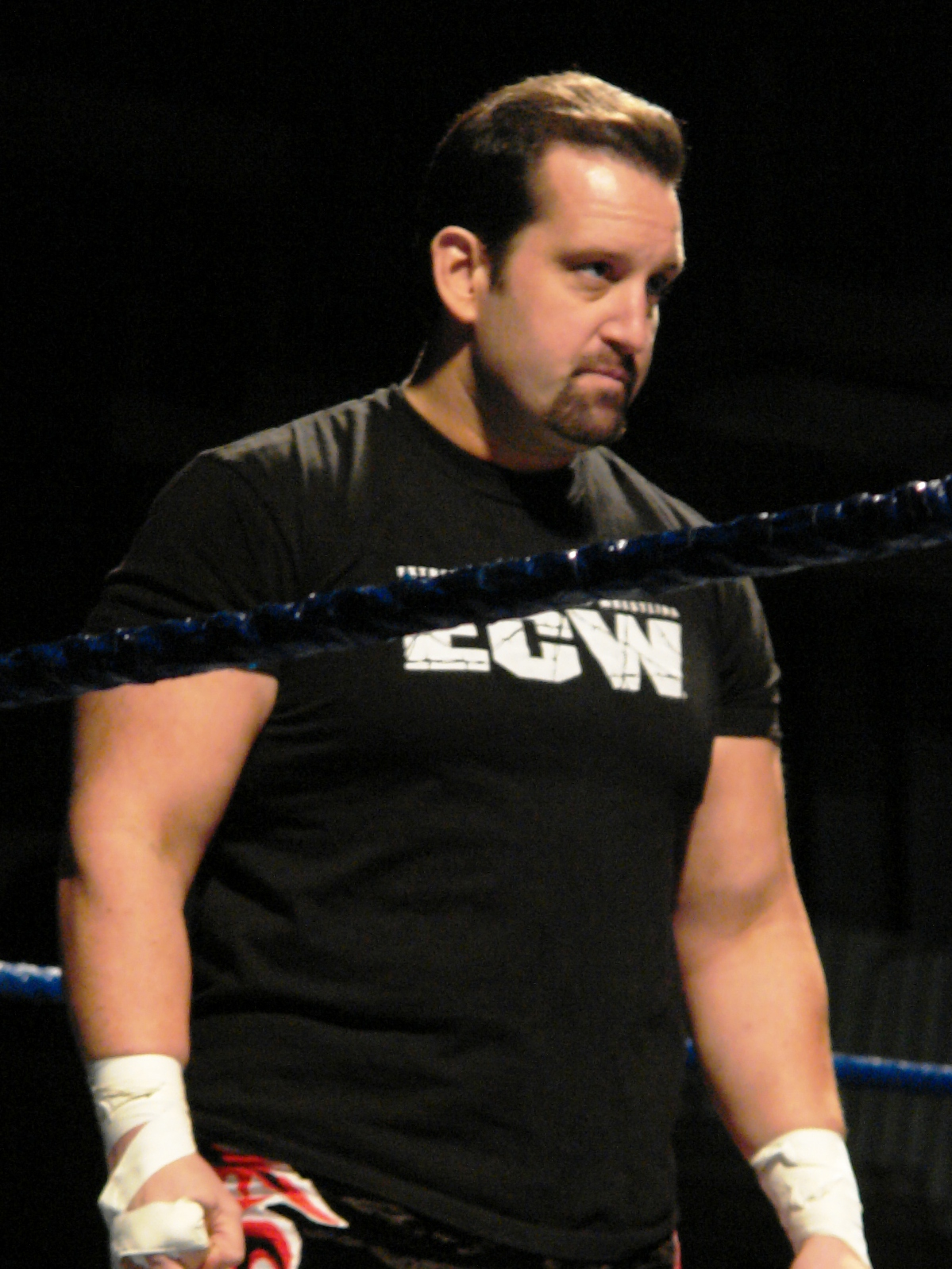
Tommy Dreamer, que ganhou o ECW Championship numa Triple Threat match

No ECW de 26 de maio, foi anunciado que o ECW Champion Christian irá defender seu título contra Jack Swagger e Tommy Dreamer em uma ECW Extreme Rules Triple Threat match.
No RAW de 1° de junho, Kofi Kingston derrotou MVP pelo United States Championship. Kofi defenderia seu título contra MVP, William Regal e Matt Hardy.

## Lutas

### Lutas preliminares
Antes do show ser transmitido ao vivo, o público no local assistiu a uma luta entre o time de Mickie James e Kelly Kelly contra o de Beth Phoenix e sua estagiária, Rosa Mendes. A primeira dupla ganhou, quando James realizou o pin em Rosa.
O show começou com uma Fatal Four-Way match pelo WWE United States Championship com o detentor, Kofi Kingston contra Matt Hardy, William Regal, e Montel Vontavious Porter (MVP). A luta foi realizada rapidamente, que inicialmente teve Kingston e MVP trabalhando juntos para eliminar os dois outros oponentes. Com o progresso da luta, Regal iria jogar seus oponentes usando exploder suplexes e fortes knee strikes antes de ser controlado por Kingston, que usou as cordas, usando seu 540 kick, conhecido como "Trouble in Paradise" para fazer o pin e reter seu título.

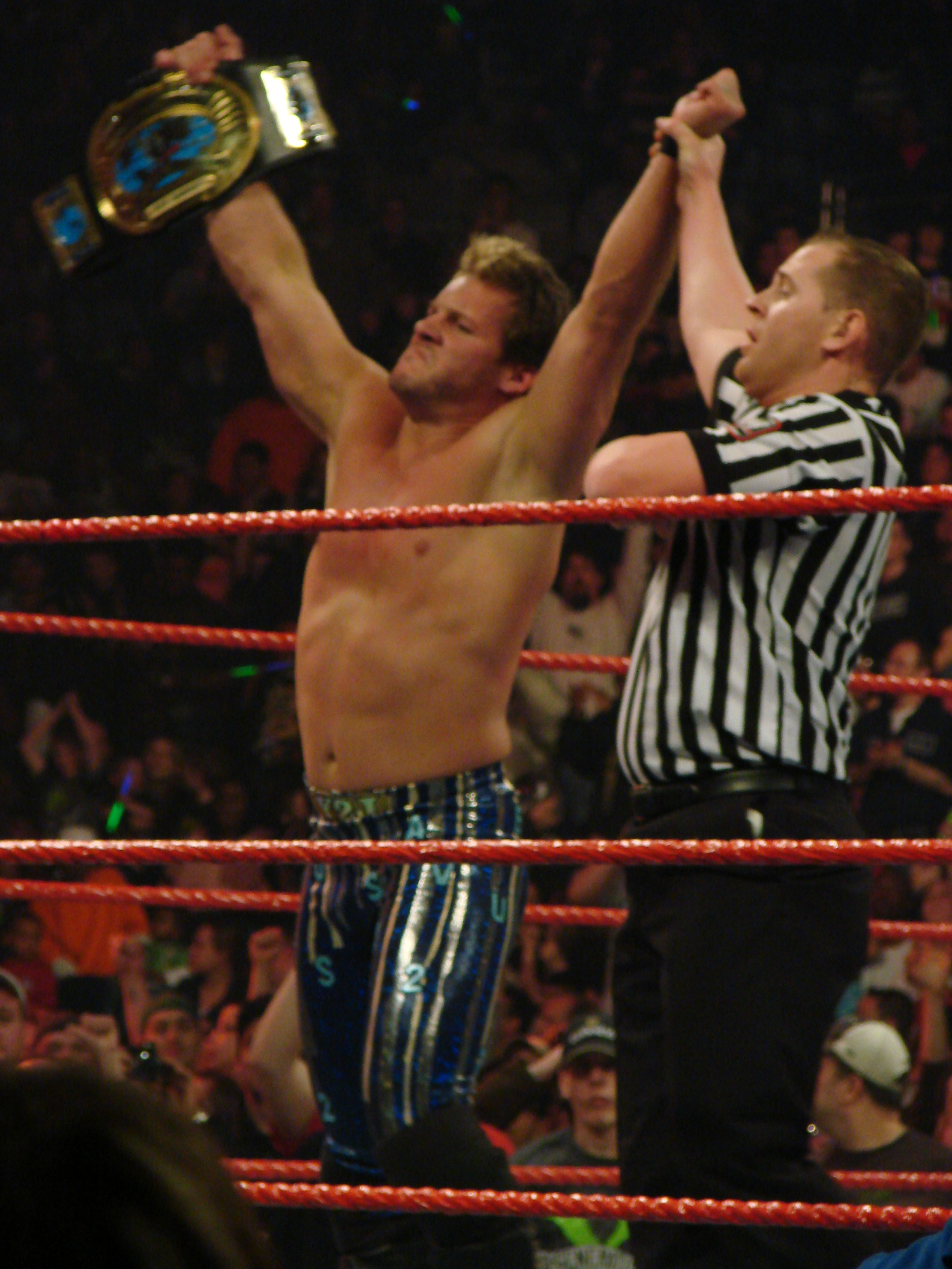
Chris Jericho ganhou o WWE Intercontinental Championship por um recorde de nove vezes.

A próxima luta foi uma No Holds Barred match entre Rey Mysterio e Chris Jericho pelo WWE Intercontinental Championship de Mysterio. Antes da luta, Jericho entrou na arena pelo público, insultando os fãs e ameaçando aqueles que o tocavam, antes de ser imediatamente atacado por seu oponente. Os dois iriam lutar fora do ringue, no chão da arena, com Mysterio pulando das cordas do ringue em Jericho que ainda estava fora do mesmo. Jericho ganhou vantagem por tentar tirar a máscara de Mysterio, falhando e sendo jogado para fora do ringue com Mysterio usando um Suicide dive dentre as cordas e o acertando. Quando a ação voltava ao ringue, Mysterio tentou outro dive, apenas para Jericho revertê-lo com um Codebreaker. Jericho deixou o ringue e pegou uma cadeira. Quando tentou acertar Mysterio com ela, errou. Mysterio reverteu e fez Jericho acertar o próprio rosto. Depois de mais ataques com a cadeira, Jericho usou seu golpe de submissão, o Walls of Jericho. Mysterio conseguiu pegar a cadeira e acertar Jericho, fazendo-o deixar a submissão. Mysterio jogou Jericho entra as cordas para usar seu golpe mais conhecido, o "619"; Jericho o agarrou, arrancando-lhe a máscara e lhe fazendo o pin, se tornando o campeão.
CM Punk e Umaga lutaram em uma Samoan Strap match, que apenas pode ser ganha por tocar os quatro corners do ringue em sequência, enquanto amarrado ao oponente por uma corda de couro. Punk conseguiu uma vantagem e e rapidamente tocou três corners, apenas para Umaga usar a corda, puxando seu oponente e o neutralizando. Umaga conseguiu o mesmo, mas acabou sendo jogado ao chão por Punk. Depois de várias tentativas, Punk tocaria três corners novamente antes de ser atacado por seu oponente, o que levou Punk a puxar Umaga e o colocar em seus ombros, realizando o "GTS", incapacitando o oponente e tocando os quatro corners.
A próxima luta foi a do ECW Championship match. A luta teve várias armas usadas, e teve Tommy Dreamer e Christian acertando Jack Swagger repetidamente com bastões de kendo e tampas de latas de lixo. A ação foi para fora do ringue, o que levou Dreamer a colocar uma tampa de lata de lixo nos ombros e pular sobre os dois oponentes com um senton flip. Depois dos três retornarem ao ringue, Swagger posicionou Dreamer na corda de cima, apenas para Christian se posicionar em baixo de Swagger e executar uma powerbomb em Swagger enquanto Swagger realizou um suplex em Dreamer. Dreamer conseguiu se levantar e realizar um DDT em Swagger, fazendo o pin e ganhando o título.
A luta seguinte foi uma Hog Pen match entre a General Manager do Raw, Vickie Guerrero, e Santina Marella (Santino Marella, na verdade, fingindo ser sua irmã gêmea) pelo título de Miss WrestleMania de Vickie. Foi anunciado que Guerrero teria seu sobrinho, Chavo Guerrero, envolvido na luta.. Chavo e Marella lutaram em um chiqueiro cheio de lama. A luta terminhou quando Marella nocauteou Chavo, e realizou o pin em Vickie, reavendo o título de Miss WrestleMania.

### Eventos principais
A luta seguinte tinha Randy Orton defendendo o WWE Championship contra Batista em uma steel cage match. No começo, Orton tentou diversas vezes fugir da jaula, sendo puxado de volta ao ringue por Batista, que tentou executar Batista Bomb, apenas para Orton escapar, em posição para executar seu RKO; mas sem efeito. Orton novamente tentou escapar da jaula. Batista reverteu e conseguiu executar a Batista Bomb, fazendo o pinfall e ganhando o título.
A próxima luta teve John Cena versus The Big Show em uma submission match. A luta começou lenta, com ambos tentando aplicar submission holds. Big Show ganhou vantagem ao deixar Cena no chão com fortes socos, cabeçadas, e full nelsons. Cena se recuperaria com tentativas próprias, apenas para Big Show pará-las, e continuou a aplicar submission holds. Depois de Cena evitar uma tentativa de chokeslam pelo Big Show, colocando-o em seus ombors e aplicando sua powerslam, chamado Attitude Adjustment. Cena tentou aplicar seu STF, mas não conseguiu fazê-lo pelo tamanho do oponente. Cena prendeu Show nas cordas, fazendo com que ele desistisse.
A luta principal do show teve Edge contra Jeff Hardy pelo World Heavyweight Championship em uma ladder match. A luta começou fora do ringue, onde ambos pegaram escadas. Os dois tentariam escalar as escadas e pegar o título, sem sucesso. As escadas começaram a ser usadas como armas quando Hardy usou um dropkick em uma escada direto no rosto de Edge, que estava no corner; quando Edge se recuperou, colocou Jeff dentro de uma escada, aplicando seu sharpshooter. Depois, Edge colocou uma escada entre o ringue e a barreira do estádio. Conforme a luta continuou, os dois caíram na escada. Quando a ação voltou ao ringue, Hardy subiu na escada para pegar o título, mas Edge também o fez, mas acapou tendo suas pernas presas na escada por Jeff, que conseguiu pergar o título, se tornando World Heavyweight Champion.
Enquanto Hardy comemorava sua vitória, CM Punk foi ao ringue com sua maleta da Money in the Bank match, conquistada no WrestleMania XXV. Ele invocou seu direito a uma luta por um título, que deveria acontecer naquele momento. Depois de duas execuções do GTS, Punk fez o pinfall em Hardy, se tornando World Heavyweight Champion pela segunda vez.

## Resultados
| #    | Lutas                                                                           | Estipulações                                                | Tempo        |
| ---- | ------------------------------------------------------------------------------- | ----------------------------------------------------------- | ------------ |
| Dark | Mickie James e Kelly Kelly derrotaram Beth Phoenix e Rosa Mendes                | Luta de duplas                                              | Desconhecido |
| 1    | Kofi Kingston (c) derrotou Montel Vontavious Porter, William Regal e Matt Hardy | Luta Fatal 4-Way pelo WWE United States Championship        | 06:42        |
| 2    | Chris Jericho derrotou Rey Mysterio (c)                                         | Luta No Holds Barred pelo WWE Intercontinental Championship | 14:39        |
| 3    | CM Punk derrotou Umaga                                                          | Luta de corda samoana                                       | 08:59        |
| 4    | Tommy Dreamer derrotou Christian (c) e Jack Swagger                             | Luta Triple Threat Hardcore pelo ECW Championship           | 09:35        |
| 5    | Santina Marella derrotou Vickie Guerrero (c) (com Chavo Guerrero)               | Luta em um chiqueiro pelo título de "Miss WrestleMania"     | 02:43        |
| 6    | Batista derrotou Randy Orton (c)                                                | Luta em uma jaula de aço pelo WWE Championship              | 07:03        |
| 7    | John Cena derrotou Big Show                                                     | Luta de submissão                                           | 19:01        |
| 8    | Jeff Hardy derrotou Edge (c)                                                    | Luta de escadas pelo World Heavyweight Championship         | 20:07        |
| 9    | CM Punk derrotou Jeff Hardy (c)                                                 | Luta individual pelo World Heavyweight Championship         | 01:01        |